# 大宮・東京 - 鳥羽線・南紀勝浦線

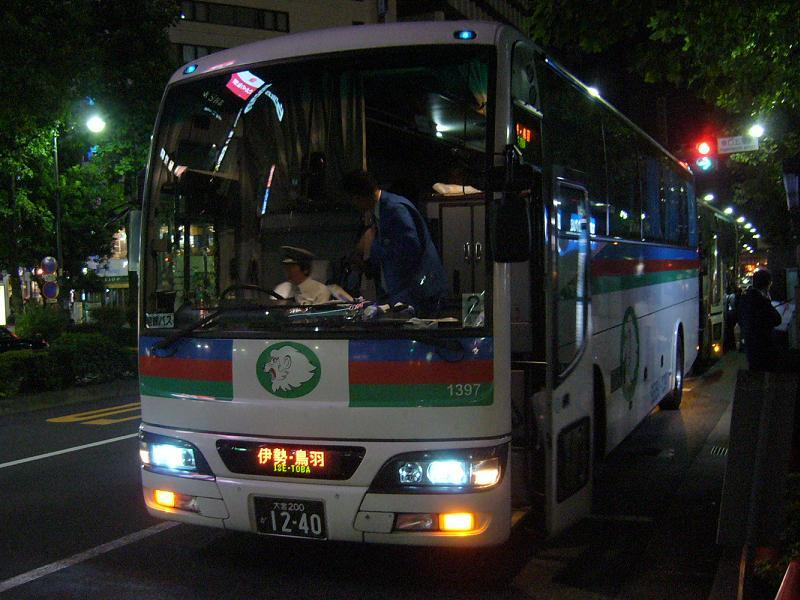
大宮 - 鳥羽線（西武バス(後ろは三重交通車)）

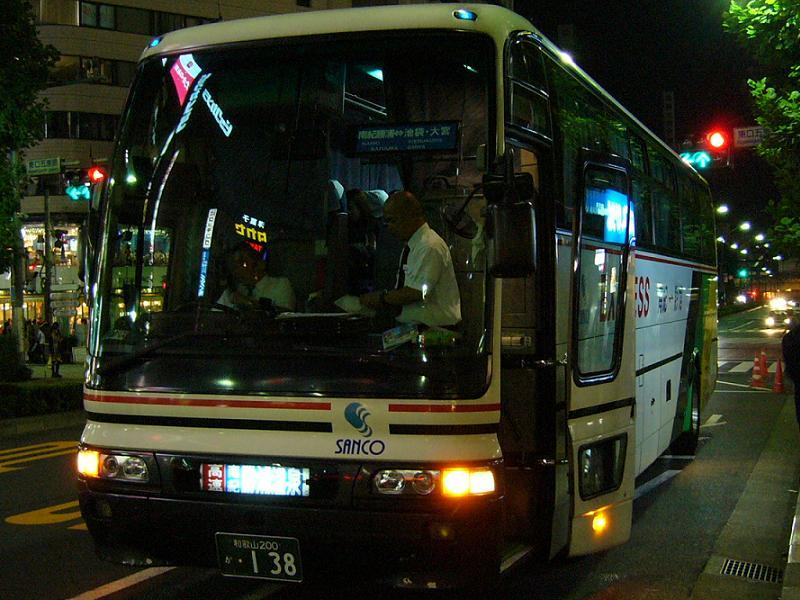
大宮 - 南紀勝浦線（三重交通）

大宮・東京 - 鳥羽線・南紀勝浦線（おおみや・とうきょう - とばせん・なんきかつうらせん）とは、埼玉県さいたま市、東京都豊島区と三重県鳥羽市を結ぶ路線（鳥羽線）、および、埼玉県さいたま市、東京都豊島区、神奈川県横浜市と和歌山県東牟婁郡那智勝浦町を結ぶ路線（南紀勝浦線）の2つの高速バス系統である。
全便座席指定制のため、乗車には予約が必要。両路線とも愛称はない。
この2系統は経路も停留所エリアも認可路線免許も異なる全く別々の路線であるが、運行会社が西武グループと三交グループであることや、首都圏で同じ停留所が存在するなどの共通点があるため、ここに集約して記述する。

## 運行会社
- 大宮・池袋 - 伊勢・鳥羽
  - 西武観光バス （大宮営業所） ※予約・発券業務は西武バスが担当。
  - 三重交通 （伊勢営業所）
  - 三交伊勢志摩交通 （志摩営業所）

- 大宮・池袋・横浜 - 南紀勝浦
  - 西武観光バス （大宮営業所） ※予約・発券業務は西武バスが担当。
  - 三重交通 （南紀営業所）

## 運行経路および停車停留所
- 大宮・池袋・立川 - 伊勢・鳥羽 （鳥羽 1・2便）
西武バス大宮営業所 - 大宮駅西口 - さいたま新都心バスターミナル - （首都高速道路） - 池袋駅東口 - バスタ新宿（新宿駅南口） - （首都高速道路・中央自動車道） - 立川駅北口 - （中央自動車道） - （首都圏中央連絡自動車道） - （東名高速道路・新東名高速道路） - （伊勢湾岸自動車道） -  桑名駅前 - （国道1号） - 近鉄四日市 - 三交鈴鹿 - （国道23号） - 白子駅西口 - 津駅前 - 三重会館前 - 松阪駅前 - （県道37号） - 伊勢市駅前 - 三交伊勢 - （国道42号） - 二見浦表参道 - 鳥羽バスセンター - （国道167号） - 磯部バスセンター
※途中、足柄SAで開放休憩がある。

- 大宮・池袋・横浜 - 伊勢・鳥羽 （鳥羽 3・4便）
西武バス大宮営業所 - 大宮駅西口 - さいたま新都心バスターミナル - （首都高速道路） - 池袋駅東口 - （首都高速道路） - 羽田エアポートガーデン - YCAT（横浜駅） - （東名高速道路・新東名高速道路） - （伊勢湾岸自動車道） - 桑名駅前 - （国道1号） - 近鉄四日市 - 三交鈴鹿 - （国道23号） - 白子駅西口 - 津駅前 - 三重会館前 - 松阪駅前 - （県道37号） - 伊勢市駅前 - 三交伊勢 - （国道42号） - 二見浦表参道 - 鳥羽バスセンター
※途中、海老名SAで開放休憩がある。

- 大宮・池袋・横浜 - 南紀勝浦
西武バス大宮営業所 - 大宮駅西口 - さいたま新都心バスターミナル - （首都高速道路） - 池袋駅東口 - バスタ新宿 - （首都高速道路） - YCAT（横浜駅） - （東名高速道路・新東名高速道路） - （伊勢湾岸自動車道） - （東名阪自動車道） - （伊勢自動車道） - （国道42号） - 栃原 - 大台町 - 滝原宮前 - 紀勢大内山インター - 紀伊長島 - 海山バスセンター - 尾鷲市（病院前） - 熊野市駅前 - 三交南紀 - 七里御浜 - 三交新宮駅前 - 勝浦温泉
※途中、足柄SAと安濃SAで開放休憩がある。

| 停留所名                     | 伊勢・鳥羽線 | 伊勢・鳥羽線 | 南 紀 勝 浦 線 | 所在地   | 所在地                                 |
| 停留所名                     | 中央ルート   | 東名ルート   | 南 紀 勝 浦 線 | 所在地   | 所在地                                 |
| ---------------------------- | ------------ | ------------ | -------------- | -------- | -------------------------------------- |
| 西武バス大宮営業所           | ○            | ○            | ○              | 埼玉県   | さいたま市大宮区                       |
| 大宮駅西口                   | ○            | ○            | ○              | 埼玉県   | さいたま市大宮区                       |
| さいたま新都心バスターミナル | ○            | ○            | ○              | 埼玉県   | さいたま市大宮区                       |
| 池袋駅                       | ○            | ○            | ○              | 東京都   | 豊島区                                 |
| 新宿高速バスターミナル       | ○            | ∥            | ○              | 東京都   | 渋谷区                                 |
| 羽田エアポートガーデン       | ∥            | ○            | ∥              | 東京都   | 大田区                                 |
| 立川駅北口                   | ○            | ∥            | ∥              | 東京都   | 立川市                                 |
| 横浜シティ・エア・ターミナル | ∥            | ○            | ○              | 神奈川県 | 横浜市西区                             |
| 海老名サービスエリア         | ∥            | ☆            | ∥              | 神奈川県 | 海老名市                               |
| 足柄サービスエリア           | ☆            | ∥            | ☆              | 静岡県   | 御殿場市（上り）/ 駿東郡小山町（下り） |
| 桑名駅前                     | ●            | ●            | ∥              | 三重県   | 桑名市                                 |
| 生桑車庫                     | ●            | ∥            | ∥              | 三重県   | 四日市市                               |
| 近鉄四日市                   | ●            | ●            | ∥              | 三重県   | 四日市市                               |
| 三交鈴鹿                     | ●            | ●            | ∥              | 三重県   | 鈴鹿市                                 |
| 白子駅西口                   | ●            | ●            | ∥              | 三重県   | 鈴鹿市                                 |
| 津駅前                       | ●            | ●            | ∥              | 三重県   | 津市                                   |
| 三重会館                     | ●            | ●            | ∥              | 三重県   | 津市                                   |
| 安濃サービスエリア           | ∥            | ∥            | ☆              | 三重県   | 津市                                   |
| 松阪駅前                     | ●            | ●            | ∥              | 三重県   | 松阪市                                 |
| 伊勢市駅前                   | ●            | ●            | ∥              | 三重県   | 伊勢市                                 |
| 三交伊勢                     | ●            | ●            | ∥              | 三重県   | 伊勢市                                 |
| 二見浦表参道                 | ●            | ●            | ∥              | 三重県   | 伊勢市                                 |
| 鳥羽バスセンター             | ●            | ●            | ∥              | 三重県   | 鳥羽市                                 |
| 磯部バスセンター             | ●            |              | ∥              | 三重県   | 志摩市                                 |
| VISON（ヴィソン）            |              |              | ●              | 三重県   | 多気郡多気町                           |
| 栃原                         |              |              | ●              | 三重県   | 多気郡大台町                           |
| 大台町                       |              |              | ●              | 三重県   | 多気郡大台町                           |
| 滝原宮前                     |              |              | ●              | 三重県   | 度会郡大紀町                           |
| 紀勢大内山インター前         |              |              | ●              | 三重県   | 度会郡大紀町                           |
| 紀北町紀伊長島               |              |              | ●              | 三重県   | 北牟婁郡紀北町                         |
| 海山バスセンター             |              |              | ●              | 三重県   | 北牟婁郡紀北町                         |
| 尾鷲市                       |              |              | ●              | 三重県   | 尾鷲市                                 |
| 熊野市駅前                   |              |              | ●              | 三重県   | 熊野市                                 |
| 三交南紀                     |              |              | ●              | 三重県   | 熊野市                                 |
| 七里御浜                     |              |              | ●              | 三重県   | 南牟婁郡御浜町                         |
| 三交新宮駅前                 |              |              | ●              | 和歌山県 | 新宮市                                 |
| 勝浦温泉                     |              |              | ●              | 和歌山県 | 東牟婁郡那智勝浦町                     |

○…下りは乗車のみ、上りは降車のみの扱い
●…上りは乗車のみ、下りは降車のみの扱い
☆…休憩
∥…通過

## 運行回数
- 大宮・池袋・立川 - 伊勢・鳥羽： 夜行便 1日1往復
- 大宮・池袋・横浜 - 伊勢・鳥羽： 夜行便 1日1往復
- 大宮・池袋・横浜 - 南紀勝浦 ： 夜行便 1日1往復

## 沿革
- 1988年12月 9日： 西武バスと三重交通が、池袋 - 伊勢線（サンシャインシティプリンスホテル - 伊勢市駅）の運行を開始。
  - 昼行・夜行各1往復で、桑名IC - 津市内のルートが異なっていた。車両は34人乗り4列シート車
  - 昼行便： 池袋 - 関バスセンター（1992年頃から）・三重会館前・松阪駅（当時は東口）・伊勢市駅
  - 夜行便： 池袋 - 桑名駅・近鉄四日市・鈴鹿営業所・三重会館前・松阪駅（当時は東口）・伊勢市駅
- 1990年12月 6日： 西武バスと三重交通が、池袋 - 南紀線（サンシャインシティプリンスホテル - 勝浦温泉）の運行を開始[1]。
  - 車両は29人乗り3列シート車
- 1994年 4月21日： 西武バスと三重交通が、池袋 - 志摩線（サンシャインシティプリンスホテル - 志摩スペイン村）運行開始。
  - 車両は29人乗り3列シート車
  - 当時は、三重県北部では桑名駅・近鉄四日市・鈴鹿営業所には停車せず、国道23号線を通るルートだった。
  - 三重県内の停留所は、三重会館前（当時、津駅は通過）・松阪駅（当時は東口）・伊勢市駅・二見バスセンター（現 二見浦表参道）・鳥羽バスセンター・タラサ志摩（後に降車専用）・磯部バスセンター・鵜方駅・賢島駅。これにより、池袋 - 三重会館前・松阪駅・伊勢市駅 間が1日3往復となる。
- 1996年 9月 1日： 都内の停車地に東中野駅・中野坂上を追加（いずれも降車のみ）。
- （時期詳細不詳）： 志摩線が経路変更し、桑名駅・近鉄四日市・鈴鹿営業所に停車するようになる。更に伊勢線・志摩線とも白子駅西口・津駅前にも停車するようになる。
- 1999年 2月： 伊勢線昼行便専用の「昼だけ回数券」（25%割引）を発売。
- 2001年 7月 9日： 三重交通が志摩線の運行を三交伊勢志摩交通に移管。
- 2002年12月16日： 関東地区の起終点を大宮まで延伸。伊勢線と志摩線は三重県内の起終点を鳥羽に変更。
  - 伊勢線の昼行便は廃止され、昼行便専用回数券の残券は払い戻しになった。
- 2003年10月 1日： 西武バスが南紀線の運行を西武観光バスに移管。
- 2003年12月16日： 旧伊勢線該当便の1号車に29人乗り3列シート車導入。運行ダイヤ一部変更。
- 2009年 7月16日： 南紀線をYCAT(横浜駅)経由・東名高速道路経由に変更。
  - 南紀線のサンシャインシティプリンスホテル・東中野駅・中野坂上の各停留所を廃止[2]。
- （時期詳細不詳）： 西武バスが鳥羽線の運行を西武観光バスに移管。
- 2011年 7月16日： 鳥羽線を次の2ルート体制に変更。
  - 中央ルート： 新宿駅西口・立川駅経由便1往復
  - 東名ルート： YCAT(横浜駅)経由便1往復
  - サンシャインシティプリンスホテル・東中野駅・中野坂上の各停留所を廃止[3][4]。
- 2014年12月16日 - 南紀勝浦線において停留所新設（新宿駅西口、紀勢大内山インター前）、経路変更（新東名道経由、紀勢道経由）、運賃体系変更を行う[5]。
- 2016年4月4日 - バスタ新宿の開業に伴い「高速鳥羽大宮線」の新宿駅乗り場を変更。ただし「高速南紀大宮線」は変更しない。[6]
- 2017年1月16日 - 「高速南紀大宮線」の新宿駅乗り場を「バスタ新宿」に変更。[7]
- 2020年4月21日 - 鳥羽線の第3便と第4便で「羽田エアポートガーデン」に停車開始[8]
- 2020年6月1日 - 鳥羽線の全線と南紀線の全線で「さいたま新都心バスターミナル」、鳥羽線の全線で「三交伊勢」、鳥羽線の1便と2便で「磯部バスセンター」に停車開始[9]

## 車両
- 西武・三交とも原則、独立3列シートのスーパーハイデッカー（トイレ付き）が使用される。但し続行便については4列シート車（トイレ付き）が使用される場合がある。
- 伊勢線は運行開始当初は4列シート車で運行し、志摩線と南紀線は運行開始当初より独立3列シート車で運行した。特に志摩線はバスの車体に志摩スペイン村パルケエスパーニャのキャラクターがペイントされたものであった。伊勢線と志摩線は同じ運賃でありながら、車両に格差があり不公平感があったが、2003年12月より全便独立3列シート車で運行しているため、一部の続行便を除いて不公平感はなくなっている。
- 南紀線車両については当時、熊野市内で高さ3.5mの制限箇所が存在したため、西武バスの高速バスとして初めて3軸車より車高の低い2軸で3列シートのスーパーハイデッカー車（U-RA520SBN スペースウィングSW-I 全高3,515mm）を導入した路線[10]。である。三重交通もほぼ同様の車両を使用した。西武バスはこの車両を代替する際に当時の2軸のスーパーハイデッカー車（KC-RA550RBN スペースウィングSW-I 全高3,675mm）より10cmほど車高を低くした専用車両を導入し使用されていた[11]。現在は3.5m制限は解消されているため、前述のような特注車への代替はない。

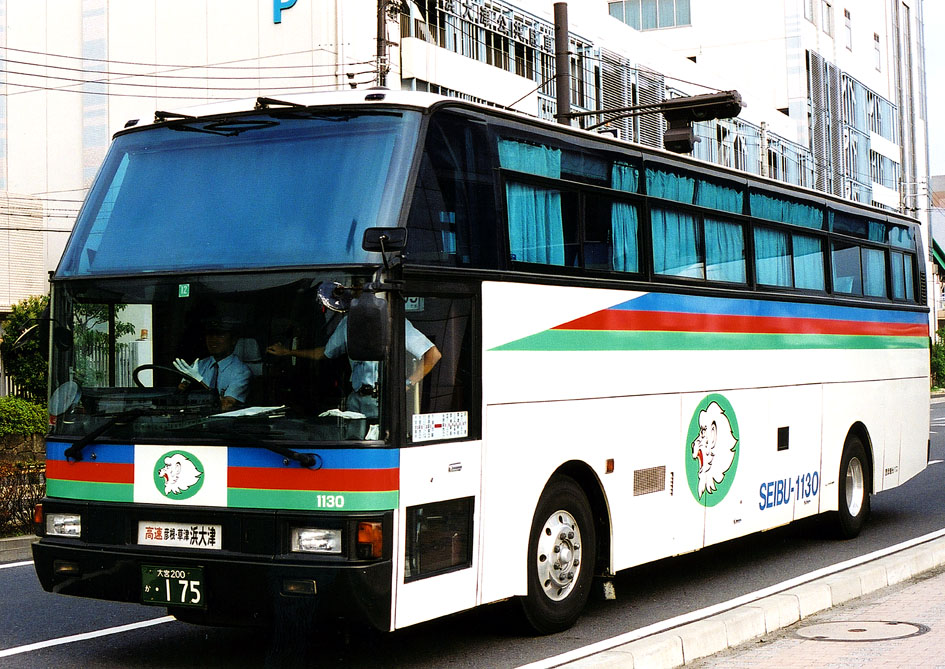
運行開始当初の西武バス車両（画像は共通運用の「大宮・東京 - 大津線」）
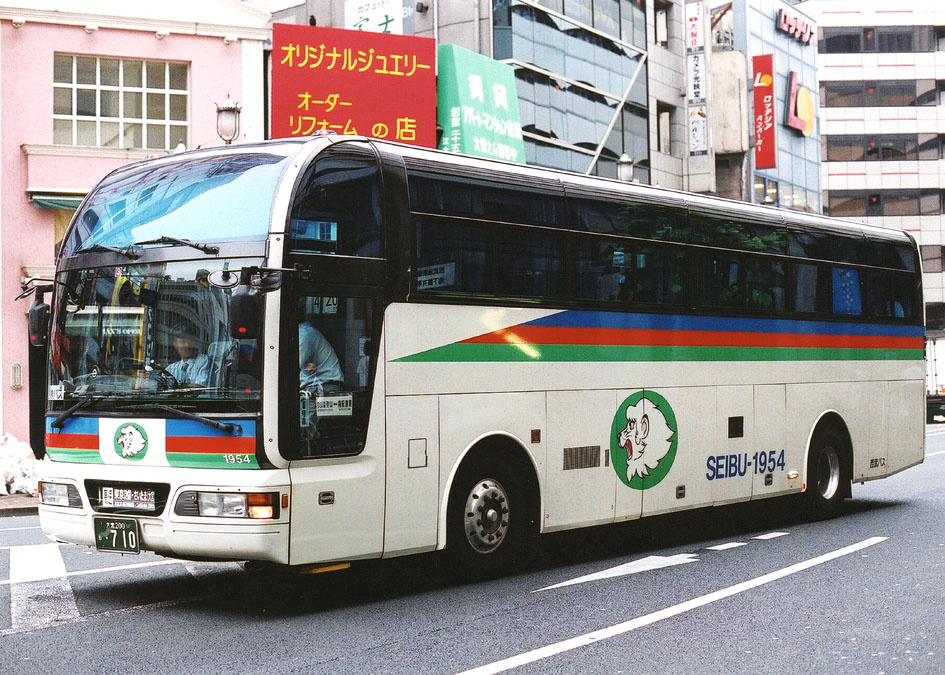
車高を10cm低くした専用車（西武バス1954号車）
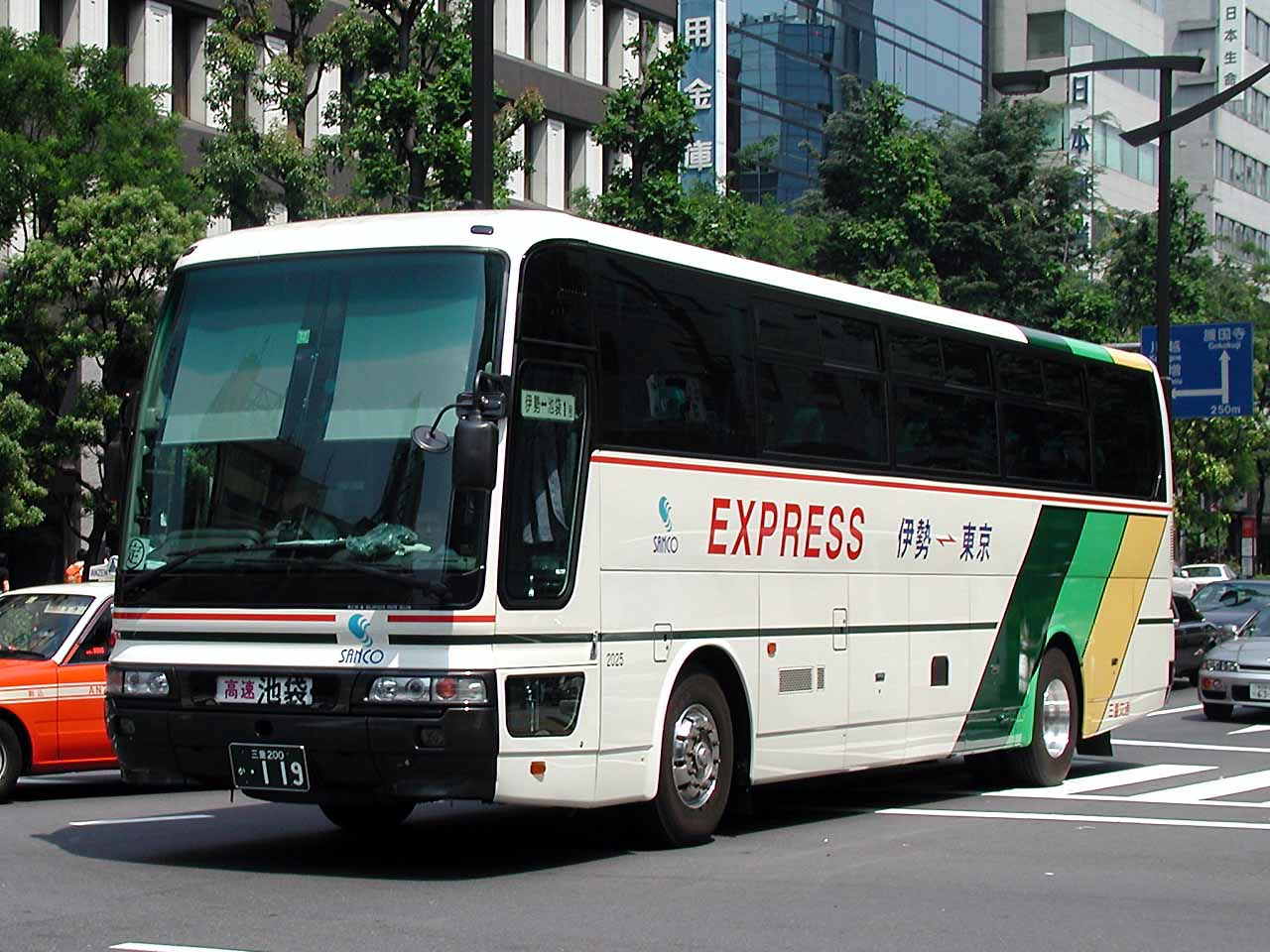
伊勢市⇔池袋線時代（三重交通2025号車、2001年撮影）
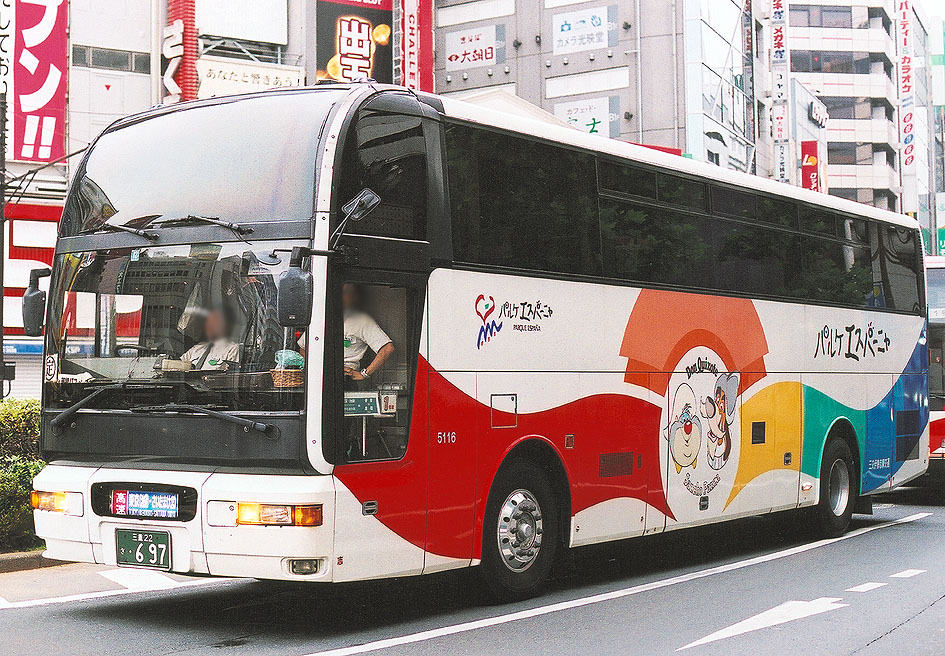
パルケエスパーニャのキャラクターがペイントされた車両（三交伊勢志摩交通5116号車）
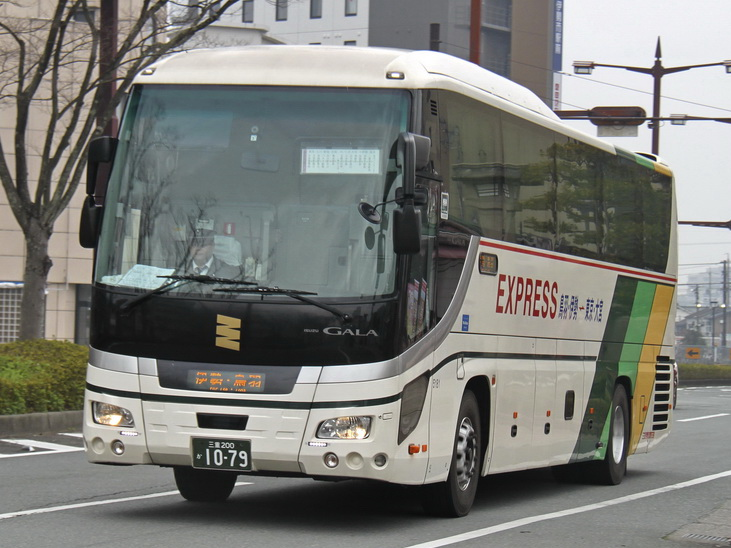
いすゞ・ガーラ（三重交通5181号車、2017年4月）
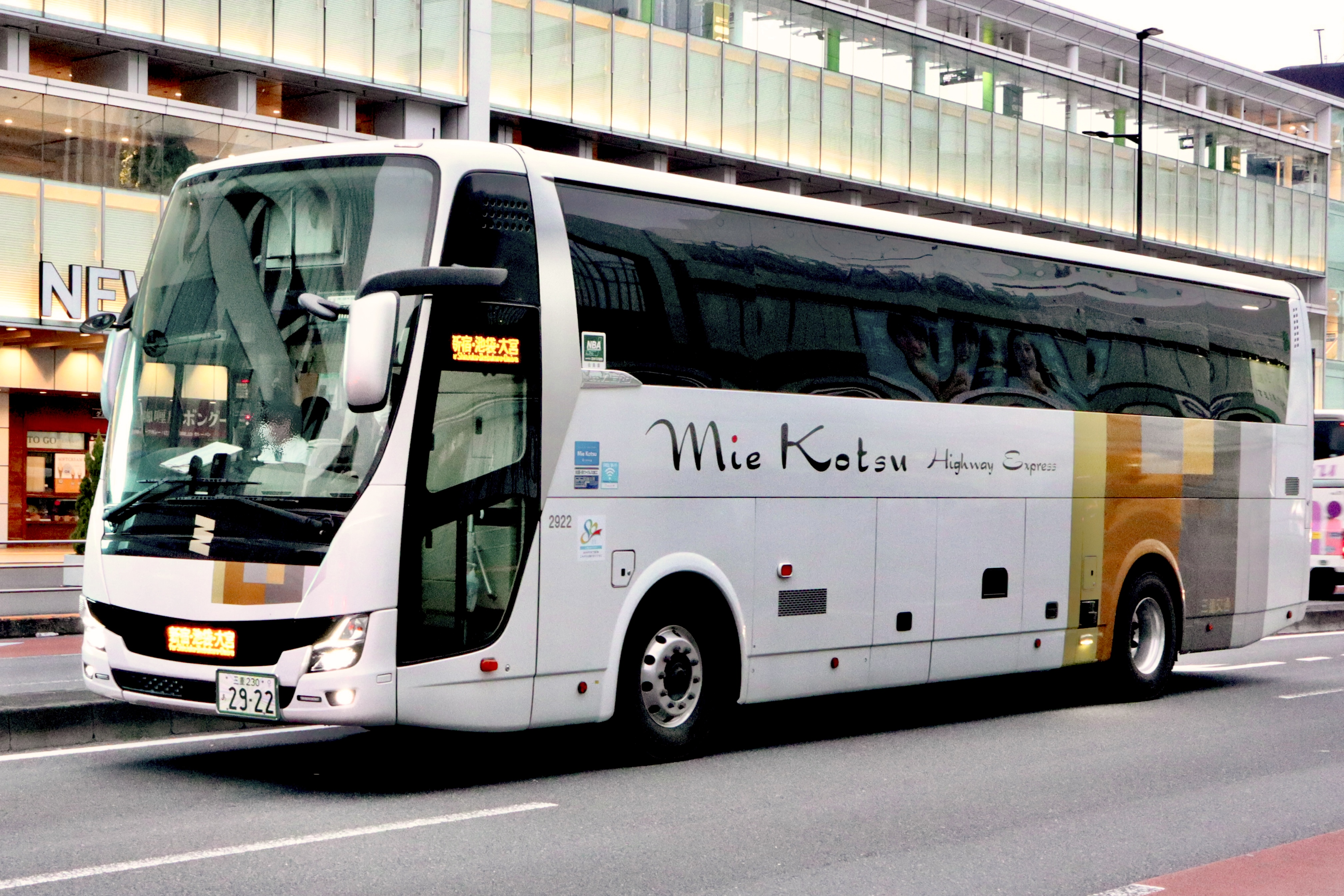
令和元年特別カラー車（三重交通2922号車）